# Amoerdruif
De amoerdruif (Vitis amurensis) is een plantenoort uit de wijnstokfamilie (Vitaceae). De wetenschappelijke naam van deze soort werd gepubliceerd door Franz Joseph Ruprecht in 1857.

## Kenmerken
De amoerdruif is een sterke slingerplant die een lengte van 22 meter en een stamdiameter van 12 à 18 cm kan bereiken. De bladeren zijn drie- tot vijflobbig en bereiken een lengte van 9 tot 25 cm. De bovenzijde van het blad is kaal en de onderzijde is dicht bedekt met korte haren. 's Zomers zijn de bladeren groen, maar in de herfst verkleuren ze naar gele, oranje of rode tinten. De vruchten groeien in clusters, die een lengte van 10 à 25 cm kunnen bereiken. De bessen zijn bol en donkerpaars gekleurd.

## Verspreiding
Amoerdruiven komen voor in het Russische Verre Oosten (Primorje, Amoer en het zuiden van Chabarovsk), het noordoosten van China en Noord-Korea. De soort komt voor op open plekken of bosranden van loof- en gemengde bossen en wordt vaak aangetroffen tussen struikgewas op hellingen. De amoerdruif is een van de meest noordelijk voorkomende uit het geslacht Vitis en kan temperaturen van −40 °C doorstaan.
... · 
V. aestivalis · 
V. amurensis (Amoerdruif) · 
V. berlandieri · 
V. labrusca · 
V. rupestris · 
V. vinifera (Wijnstok) · 
...